# نمایشگاه جهانی وین ۱۸۷۳
نمایشگاه جهانی وین ۱۸۷۳ پنجمین نمایشگاه جهانی اروپا بود که از ۱ مه تا ۲ نوامبر ۱۸۷۳ برگزار شد. این نمایشگاه ۷۲۲۵۰۰۰ نفر بازدیدکننده و ۲۶۰۰۰ غرفه‌دار داشت. شعار آن «فرهنگ و آموزش» بود.

## تاریخچه
این نمایشگاه، دنبالهٔ تلاش‌های اروپاییان برای رونق اقتصادی خود بود که با نمایشگاه لندن ۱۸۵۱ شروع شده و دو بار در لندن و دو بار در پاریس برپا شده بود. این نمایشگاه بیست و پنجمین سال امپراتوری فرانتس یوزف یکم را نیز به یاد آورد. زمین‌های اصلی در پارتر، پارکی در نزدیکی رود دانوب قرار داشت و هزینهٔ آماده‌سازی آن ۲۳٫۴ میلیون پوند بود.

## امکانات
غرفه‌ها در ساختمان‌های مختلف برپا شده بودند، از جمله روتوندا (روتوند)، یک ساختمان بزرگ مدور در پارک بزرگ پرتر که توسط مهندس اسکاتلندی جان اسکات راسل طراحی شده بود، مستقر بودند. (نمایشگاه روتوندا در آتش‌سوزی در ۱۷ سپتامبر ۱۹۳۷ تخریب شد)

## غرفهٔ روسیه
غرفهٔ روسیه دارای بخش دریایی بود که توسط ویکتور هارتمن طراحی شده بود. این نمایشگاه شامل مدل‌های بندر ریجکا [۴] و مدل امداد اورشلیم بود. [۵]

## غرفهٔ ژاپن
دولتمردان ژاپنی این نمایشگاه را جدی گرفته کمیته‌ای برای آمادگی نمایشگاه را از دو سال قبل تأسیس نموده و برای انتخاب محصولات ژاپنی نهایت دقت را به خرج دادند. دو نمایشگاه را در توکیو به عنوان تمرین ایجاد کردند و در جریان نمایشگاه وین نیز تعداد زیادی مهندس و صنعتگران ژاپنی را برای بازدید و بررسی فنی به نمایشگاه فرستادند (مقایسه کنید با گروه ایرانی همراه ناصرالدین‌شاه که اکثراً برای گشت و گذار و لذت‌جویی به اروپا رفته بودند. هیچ آمادگی هم در کار نبود). در پایان نمایشگاه هم ژاپنی‌ها از ایدهٔ نمایشگاه وین برای ایجاد نمایشگاه‌های داخلی و رونق صنعت خود استفاده کردند.

### آمادگی برای نمایشگاه
برای این غرفه سال‌ها کار شد. امپراتوری ژاپن دعوتی در سال ۱۸۷۱ دریافت کرد و یک دفتر دولتی مختص رسیدگی به آن ایجاد شد. سانو سونه تامی و اوکوما شیگه نوبو و دیگر مقامات مایل بودند از این رویداد برای ارتقاء جایگاه بین‌المللی تولیدکنندگان ژاپنی و افزایش صادرات استفاده کنند.
آثار هنری و فرهنگی این نمایشگاه با بررسی گروه جینشین، که یک گروه متخصص بود پس از چند ماه گشت و گذار در ژاپن برای دستچین کردن بهترین نمونه‌ها انتخاب شدند.
مهم‌ترین محصولات هر استان فهرست شده و دو نمونه از هر یک جمع‌آوری شد، یکی برای نمایشگاه و دیگری برای حفظ و نمایش در ژاپن.
نمایشگاه‌های مقدماتی در دانشگاه توکیو در سال ۱۸۷۱ و در معبد کنفوسیوس پایتخت در ۱۸۷۲ برگزار شدند و بعدها نیز این مجموعه به موزه ملی توکیو فرستاده شد. اشیاء شامل سرامیک، ظروف چوبی، پارچه‌های لاکی، شامل شاچی طلایی زنانه از قلعه ناگویا و یک کپی پاپیه ماشه از بودا کاماکورا بود.

### ارسال گروه‌های متخصص برای بررسی صنعتی
۴۱ مقام و مترجم ژاپنی و ۶ اروپایی برای نظارت بر غرفه و رویدادهای فرهنگی نمایشگاه به وین آمدند.
۲۵ صنعتگر و باغبان غرفه اصلی و همچنین یک نمونه باغ کامل ژاپنی و یک معبد شاهنشاهی توکیو ساختند.
۲۴ مهندس به همراه هیئتی برای مطالعهٔ مهندسی پیشرفتهٔ غربی در نمایشگاه برای الهام گرفتن در صنعت ژاپن اعزام شدند. (با عملکرد ایران ناصری مقایسه شود که فقط یک استاد بنا و چند نفر معدود کارگر همراه وی سه ماه قبل برای ساخت یک غرفه فرستاده شدند!)

### پس از نمایشگاه
سال بعد از نمایشگاه، سانو گزارشی از آن تهیه کرد که در ۹۶ مجلد و ۱۶ قسمت بود، ایجاد موزه در پایتخت ژاپن و شروع یک سلسله نمایشگاه‌های صنعتی ملی در پارک اونو در ۱۸۷۷ از آثار این حرکت بودند.

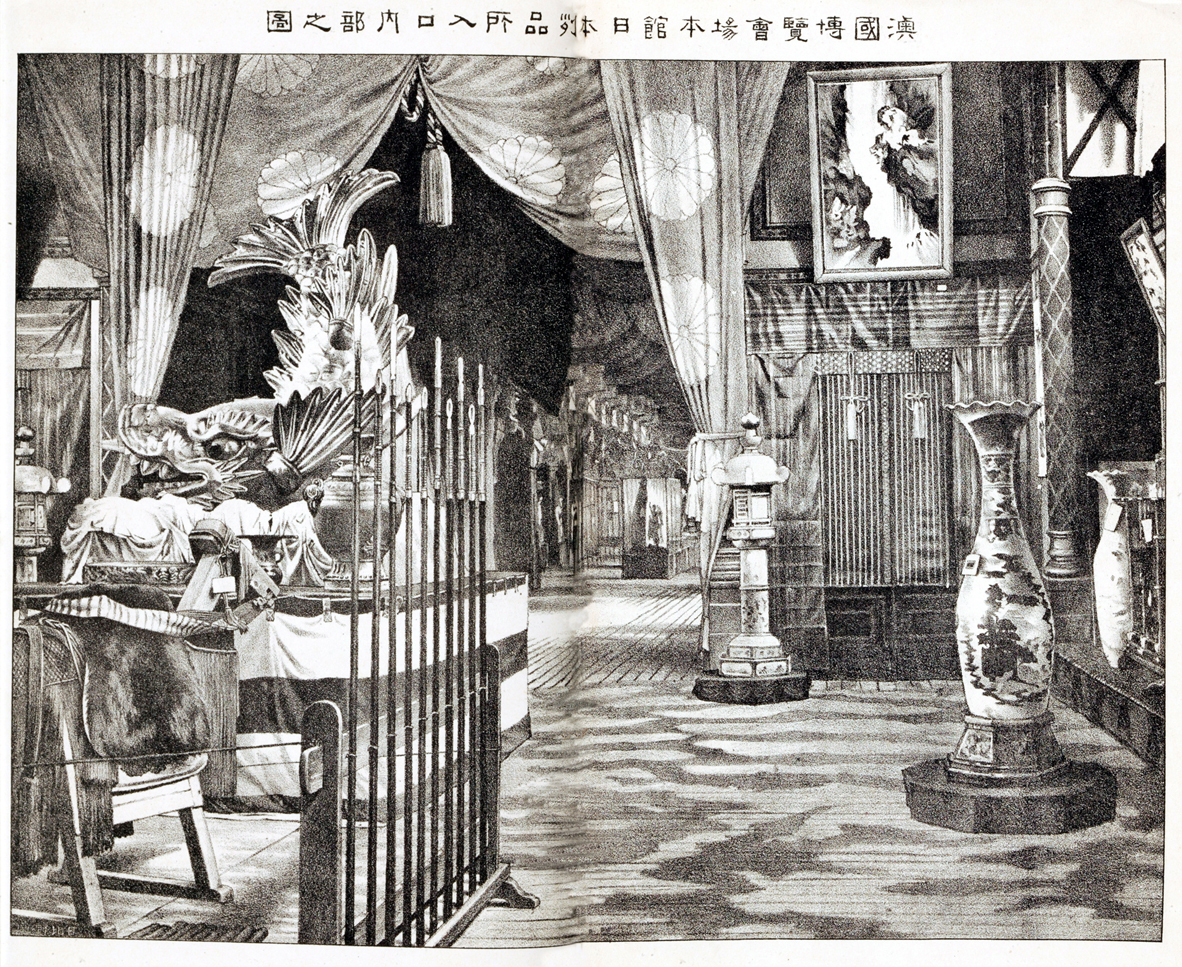
غرفهٔ ژاپن

## غرفهٔ عثمانی
عثمان حمدی بیگ، باستان‌شناس و نقاش، غرفهٔ عثمانی را با همکاری ویکتور ماری دو لونای، که کاتالوگ غرفهٔ عثمانی را در نمایشگاه پاریس ۱۸۶۷ نوشته بود، سازماندهی کرد.
غرفهٔ عثمانی در نزدیکی غرفهٔ مصر (که با وجود عضویت در قلمرو عثمانی، پاویون خاص خود را داشت)، در پارک خارج از روتوند، شامل نمونه‌های مینیاتوری از معماری عثمانی بود: فوارهٔ سلطان احمد در کاخ طوپقاپو، خانهٔ نمونهٔ استانبول، حمام ترکی، کافه و بازار.
نمایشگاه وین غرفه‌های کشورهای غربی را در برابر غرفه‌های شرقی قرار داد و امپراتوری اتریش-مجارستان به‌عنوان میزبان، غرفهٔ خود را در نقطهٔ اتصال شرق و غرب قرار داد.
غرفهٔ عثمانی شامل مانکن‌هایی بود که لباس‌های سنتی بسیاری از اقوام مختلف امپراتوری را پوشیده بودند. یک کتاب عکس از لباس‌های عثمانی، با عکس‌های پاسکال صبا تهیه کردند. این عکس‌ها با متن‌هایی همراه بود که لباس‌ها و مناسک و عادات مناطق و گروه‌های قومی را به تفصیل شرح می‌داد.

## غرفهٔ ایتالیا
پروفسور لودوویکو برونتی از پادوای ایتالیا دستگاه مرده‌سوزی و خاکستر سوزانده‌شده را در این نمایشگاه به نمایش گذاشت. او مدلی از سوزاندن بدن، یکی از اولین مدل‌های مدرن را نشان داد و آن را با تابلویی که روی آن نوشته شده بود "Vermibus erepti, puro Consmimur igni" یعنی ما کرم‌هایی بودیم که توسط آتش سوزانده شدیم، به نمایش گذاشت.

## غرفهٔ نیوزیلند
نیوزیلند با مجموعه‌ای از چماق‌ها، حصیرها و روپوش‌های مائوری و همچنین طلا، صنایع چوبی، صمغ کائوری و نمونه‌های زمین‌شناسی معرفی شد. عکس‌هایی از مناظر نیوزیلند نشان داده شد و نمونه‌هایی از آرد و آبجو توسط صنایع محلی ارائه شد. مجموعه‌ای از پرندگان توسط تاکسیدرمیست لندن تهیه شده بودند و گفته شد امپراتور فرانتس جوزف اول اتریش-مجارستان توسط یک جفت اسکلت موآ از موزهٔ کانتربری «حیرت‌زده» شد. بیش از ۵۰ جایزه توسط غرفه‌داران نیوزیلند جمع‌آوری شد، اما ظاهراً به دلیل مشکل طبقه‌بندی از سوی هیئت منصفه، نمایش موآ در میان آن‌ها نبود.

## غرفهٔ ایران
غرفهٔ ایران توسط استاد اسماعیل ساخته شده بود که به‌مدت سه ماه توسط شاه به وین فرستاده شده بود. نمایش فرش‌های نفیس دستباف ایرانی در غرفهٔ ایران باعث رونق صنعت فرش شد که به‌مدت دو قرن در رکود به‌سر می‌برد.
بیشتر قالی‌های ایرانی فوراً توسط شرکت هاس و پسران خریداری شدند که نمایندگی قالی‌های ایرانی در اروپا را در دست گرفت.

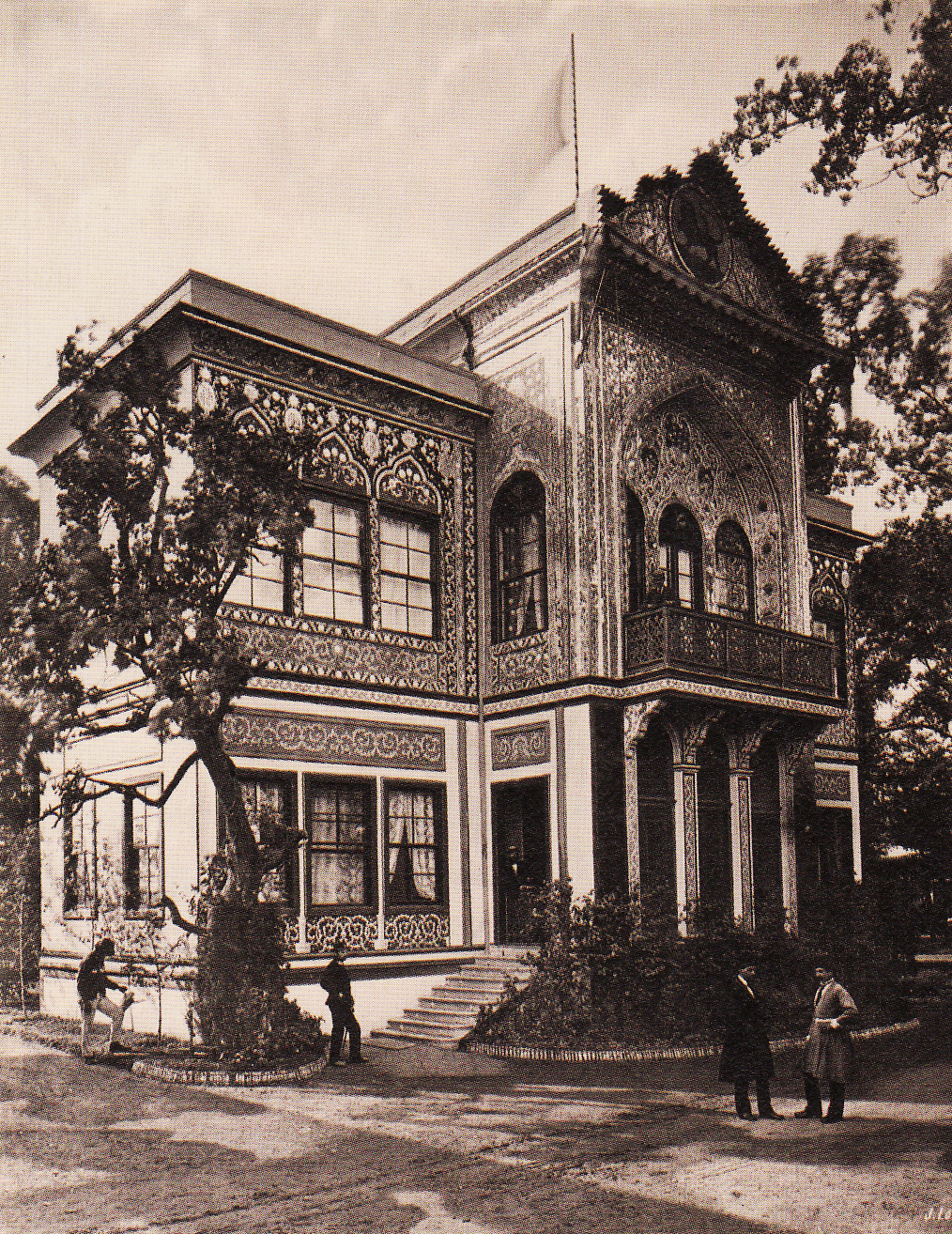
نمای غرفهٔ ایران

با رواج تولید انبوه در اروپا بسیاری به‌فکر افتاده بودند که این تولیدات انبوه ارزش هنری ندارند و شروع به ارج نهادن به هنر شرقی اسلامی کرده بودند.

### نظر مدیر نمایشگاه در مورد قالی‌های ایرانی
ایتلبرگر در طول نمایشگاه اعلام کرد که حتی هنرمندان اروپایی عصر رنسانس که اصیل‌ترین هنرمندان اروپا بوده‌اند آثار خود را در حدی ندانسته‌اند که به‌عنوان طرح قالی تکثیر شوند و اروپا همواره از طرح‌های شرقی استفاده کرده‌است.
وی با الهام گرفتن از طرح‌های ایرانی ارائه شده به دو شرکت قالی ماشینی اتریشی بوهمین و هاس-گرینزکی برای توسعهٔ طرح قالی‌های ماشینی کمک کرد.

### اثر نمایشگاه بر صنعت قالی ایران
به گفتهٔ ویلم فلور پس از نمایشگاه تقاضا برای فرش ایرانی دو برابر شد و اروپاییان برای خرید قالی راهی ایران شدند و کارگاه‌های جدیدی افتتاح شد.

### بازدید ناصرالدین‌شاه
این اولین سفر اروپایی شاه بود که در آن از این نمایشگاه بازدید کرد. بازدید ناصرالدین‌شاه توسط مشاوران وی خصوصاً میرزا حسین‌خان سپهسالار ترتیب داده شده بود تا شاه را تشویق به نوسازی کشور کنند.

#### برنامهٔ سیاسی
1. دنبال کردن دیپلماسی با روسیه و انگستان به منظور ایجاد توازن در نفوذ آن‌ها
2. ایجاد اتحاد با دیگر کشورهای اروپایی
3. تقویت حاکمیت ایران به منظور جلوگیری از تجاوزات

#### واکنش‌ها در اروپا
مطبوعات اتریش به‌طور مستمر به استبداد شاه تاختند و لعن کردند. حضور ایران در نمایشگاه در حالی که به‌طور مؤثر هنر و فرهنگ ایران را عرضه کرد، نتوانست تصویر عقب‌ماندهٔ ایران را از بین برده و ایران جهان سومی را از قالب روایت استعماری اروپامحور بزداید.

#### نتایج
شاه مخصوصاً با ارتباط دوستانهٔ خود با فرانس جوزف اول موفق شد اتریش را متقاعد کند که به تلاش‌های ایران در اصلاحات اداری کمک کند و چندین سال بعد روابط کافی برای تأمین کمک‌های نظامی اتریش برقرار کرد.
پس از این سفر، میرزا حسین‌خان سپهسالار صدراعظم به تقاضای درباریان و علما (در اعتراض به قرارداد رویتر) از صحنه حذف شد و نتوانست به ایده‌های گرفته شده از این سفر و نمایشگاه عینیت بدهد. خود شاه نیز برای به خدمت گرفتن دانش اتریشی برای صنعتی شدن ایران کم‌کاری کرد و در سفرهای بعدی آن را پیگیری نکرده و ترجیح داد وقت خود را با آشنایان قدیمی و تفریحات بگذراند.

## تأثیر بر وین
این نمایشگاه منجر به فعالیت فشردهٔ ساختمانی و رونق ساخت‌وساز شد. ایجاد پُل جدید و ایستگاه قطار اتریش به آلمان به‌نام ایستگاه شمال غرب، درست پیش از نمایشگاه از آن جمله‌اند.